# Anticoma pellucida
Anticoma pellucida är en rundmaskart som beskrevs av Bastian 1865. Anticoma pellucida ingår i släktet Anticoma och familjen Anticomidae. Arten är reproducerande i Sverige. Inga underarter finns listade i Catalogue of Life.